# Peter Joseph Hocking
Peter Joseph Hocking Weeks (* 7. Juli 1938 in Iquitos; † 31. Oktober 2022 in Lima) oder auch Pedro Hocking war ein US-amerikanisch-peruanischer Zoologe. Eine besondere Leidenschaft von Hocking war die Ornithologie.

## Leben und Wirken
im Jahr 1937 gingen seine US-amerikanischen Eltern Joseph Hocking (1909–1998) und Jeannette Hocking, geb. Weeks (1913–1999), zur Missionsarbeit nach Peru. Sie heirateten am 1. August 1936 in New Jersey. Die Eltern kamen zunächst in Iquitos an, um dort Spanisch zu lernen, bevor sie nach Pucallpa weiter zogen. Der erste Sohn Peter wurde noch in Iquitos geboren. Seine Geschwister Mary Jean (1939–), Paul (1940–), Ruth Lois (1942–) und John (1944–) folgten dann erst in Pucallpa. Im Oktober 1966 heiratete Peter Joseph Hocking in Chosica die in Maracaibo geborene Marta Jean Dade Phillips (geb. um 1940), mit der er die Kinder David Peter (1968–), Tomas José (1970–), Daniel Felipe (1973–) und Lidia Juanita (1978–) hatte.

## Hocking als Wissenschaftler
Seine Grundschulausbildung erhielt er zu Hause in Pucallpa. Seine Mutter unterrichtete und bereitete die Geschwister mit Hausunterricht vor. In diesen Kinderjahren weckte und förderte der Vater, der sich selbst seit seiner Studienzeit für die Tierwelt interessierte, das Interesse seiner Kinder an der Tierwelt. Während sie durch die Gegend spazierten, zeigte der Vater auf die Insekten und andere verschiedenen Tiere denen sie begegneten und erklärte ihnen möglichst viel über diese. Schon bald begann Peter Insekten, bunte Käfer und andere Tiere zu sammeln. Als sein Vater das Interesse des Sohnes erkannte, brachte er ihn zum Sammler José Schunke Vigo (1929–2018), der ihm das Sezieren von Tieren beibrachte. Diese Erfahrungen prägten seine wissenschaftliche Laufbahn und bald wurde das Sammeln von naturhistorischen Exponaten zu seiner Leidenschaft.
In dieser Zeit reiste die Familie Hocking regelmäßig in die Vereinigten Staaten, um Verwandte und die Kirchengemeinden zu besuchen. Sie blieben dort ein Jahr lang und wohnten auf dem Milchviehbetrieb ihres Großvaters mütterlicherseits. Peter besuchte die Schule und absolvierte einen Fernkurs an der Northwestern School of Taxidermy. Da der Schutz der Tiere in den USA deutlich höher ausgeprägt war als in Peru praktizierte er die Kunst der Taxidermie dort fast nie. So musste er am eigenen Leibe erfahren, dass diese Art der Beschäftigung in den USA nicht erwünscht ist. Als er voller Stolz einen präparierten Sperling vom Hof seines Großvaters mit in die Schule brachte, führte dies zu einem kleinen Skandal, da ihm die Lehrerin und die Schüler mit einer Anzeige drohten.
Nach Abschluss der High School im Jahr 1959 reiste Peter nach Chicago, um vier Jahre lang am Moody Bible Institute zu studieren. Zur Finanzierung des Studiums arbeitete Hocking in verschiedenen Jobs. Zwischenzeitlich nahm sein Vater mit Emmet Reid Blake vom Field Museum of Natural History Kontakt auf, um ihn an der Vorbereitung von Studienhäuten auszubilden. So konnte Peter die nächsten 1½ Jahre am Museum arbeiten. Außerdem kaufte Blake ihm einen Stapel ausgestopfter Vögel (20 bis 30 Stück), die Hocking aus Pucallpa mitgebracht hatte, ab. Dies entspannte seine finanzielle Lage und deckte einen Teil der Kosten für sein Studium.
Im ersten Semester übertrug Blake ihm die Aufgabe, die schlecht sezierten und fettigen Häute der Sammlung zu reinigen und neu zu sezieren. Anschließend wurde ihm die Präparation von Tieren für Ausstellungen gelehrt. In einem anderen Semester wurde er der Abteilung für Entomologie zugeteilt. Hier lernte er, wie man Insekten für wissenschaftliche Sammlungen richtig vorbereitet. Die Ausbildung zur Präparation von Insekten war recht umfangreich. Einige Monate bevor er sein Studium beendete und nach Peru zurückkehrte, wies Blake ihn auf die Gebiete Perus hin, in denen seiner Meinung nach neue Arten gefunden werden könnten. Blake riet ihm, in den Reliktwäldern der Andenzone stets wachsam zu sein, da diese aufgrund ihrer Isolation zu endemischen Arten neigten. Nach Abschluss seines Studiums kehrte Hocking 1963 nach Peru zurück und begann seine Arbeit als Missionar.
Im Rahmen seiner Missionstätigkeit unternahm Hocking Reisen in das Landesinnere Perus. Diese Reisen nutzte er immer um neue Vögel zu entdecken. Einmal, als er im September 1968 in eine abgelegene Gegend der Region Apurímac reiste, bemerkte er, dass der schneebedeckte Ampay einen Waldgürtel aufwies. Hocking schlug seinem Begleiter Manuel Villar vor, hier auf dem Rückweg einen Zwischenstopp einzulegen. Gesagt, getan, kampierten sie dort eine Nacht lang. Ihre Bemühungen führten zur Entdeckung einer neuen endemischen Art dem Langschwanz-Dickichtschlüpfer (Synallaxis courseni Blake, 1971). Das Gebiet des Nevado Ampay wurde später Teil des 1987 eingerichteten nationalen Schutzgebiets Ampay. Auf späteren Reisen in der Region Huánuco sammelte er Tangaren, die er 1974 mit Blake erstbeschrieb.
Noch in Chicago hatte Blake vor seiner Rückkehr nach Peru mit Hocking vereinbart, von jeder Art, die er auf seinen Reisen fand, Vogelproben zu sammeln. Diese sollte er ans Field Museum zu schicken. Die Bälge wurden mit seinen Beobachtungsnotizen geschickt. In Chicago überprüften man seine Identifizierungen und Hocking erhielt Fotokopien der korrigierten Notizen zurück. So wurde es eine Win-win-Situation für beide Seiten. Während das Field Museum wertvolles Material bekam, lernte Hocking deren wissenschaftliche Namen. Aber auch das Museo de Historia Natural in Lima und das Museum der Drexel University in Philadelphia wurden mit Sammelobjekten bedacht. Nachdem die Ausfuhr von Vogelexemplaren mit schweren Auflagen belegt wurde, landeten seine Sammelobjekte nur noch im Museum von Lima.
Durch seine Lieferung von Exemplaren an die Museen lernte er viele Kuratoren und Sammlungsleiter kennen. Neben Blake waren es John W. Fitzpatrick, David E. Willard, Thomas Scott Schulenberg und John Patton O’Neill, zu denen er freundschaftliche Beziehungen unterhielt. In Lima tauschte er sich mit Maria Koepcke aus. Irma Franke vom Museum in Lima erinnerte sich daran, dass Hocking bei all seinen Besuchen im Museum versuchte die Sammlung immer mit Arten aus den einzelnen Verbreitungsgebieten zu komplettieren. Als er 1965 gemeinsam mit Einheimischen am Río Santiago sammelte, fand er auch das Typusexemplar für den Wellenbrustsittich. Weitere Typusexemplare, die Hocking gesammelt hatte, sind Bequaertinenia admirabilis (Loosjes & Loosjes-van Bemmel, 1989), Forbestra olivencia aeneola R. Fox, 1967 und Hypothyris cantobrica schunkeae (Lamas, 1979).
Obwohl Hocking nie eine naturwissenschaftliche Ausbildung erhalten hatte, wurde er für seine wichtigen Beiträge zur Kenntnis und Dokumentation der peruanischen Avifauna geschätzt. Er gehörte noch zu einer Generation von Ornithologen, die mit begrenzten Möglichkeiten ohne Feldführer und technischem Gerät, sich für die biologische Vielfalt in unbekannten Gebieten begeisterte. Er wuchs in einer Zeit auf, in der das Sammeln von Bälgen ein grundlegendes Instrument dafür war, um mehr über die biologische Vielfalt eines Ortes zu erfahren. So war die Sammeltätigkeit eine seiner Hauptaktivitäten bei seinen Expeditionen. Obwohl sein Hauptinteresse den Vögeln galt, beschränkten sich seine Beiträge nicht auf diese, sondern schlossen auch andere Tiergruppen mit ein. Die Widmung der nach ihm benannten Andenkreischeulen-Unterart bringt diese Tatsache gut auf den Punkt:

„Etymology.—We name this owl for Pedro Hocking, in honour of his life-long efforts to document the Peruvian avifauna, notably the poorly explored forests of the central Peruvian Andes. (deutsch: Wir benennen diese Eule nach Pedro Hocking, in Anerkennung seiner lebenslangen Anstrengungen der Dokumentation der peruanischen Avifauna, insbesondere die wenig erforschten Wälder der peruanischen Zentralanden.“

Hocking war der Gründer der Mission Segadores im Distrikt Ate nahe Huaycán, die als Ziel hatte Einheimische auszubilden und auf die Arbeitswelt vorzubereiten. Nach seinem Tod scheint die Mission dauerhaft geschlossen zu sein.

## Kryptozoologie
Aufgrund seiner kraetonischen Überzeugung entwickelte Hocking einen Glauben an die Existenz kryptischer Arten. So publizierte er bereits 1992 Large Peruvian mammals unknown to zoology und 1993 Further investigations into unknown Peruvian mammals über den peruanischen Tiger und einen abnormalen Leoparden, den er aufgrund von Erzählungen von Jägern und Einheimischen zu beschreiben versuchte. Neben den beiden Raubkatzen berichtete er von einem großen Affen namens Isnachi, einer kleineren Bergkatze und einem kleineren Bären. Zumindest die beiden Großkatzen wurden 2014 von Darren Naish, Manabu Sakamoto, Gustavo Sánchez und ihm durch morphometrische Analysen als Schädel von Jaguaren identifiziert. Dies hielt ihn nicht davon ab 2014 Criptoaves del Perú zu publizieren. Hierin beschrieb er 17 neue Arten, die er Perdiz de Corbata (vermutlich aus der Gattung Nothoprocta), Perdiz de Corona Rufa (Gattung Nothoprocta), Gallinazo Cabeza Rosada (Gattung Cathartes), Pava Negra de la Altura (Gattung Aburria), Pavita con Cresta (Gattung Ortalis), Pava Nocturna Color Crema (vermutlich Gattung Nothocrax), Gallina del Monte (eventuell neue Gattung), Guacamayo Rojo Pequeño (Gattung Ara), Loro de Cabeza Roja (Gattung Aratinga), Perico Azul y Verde (vermutlich neue Gattung), Perico de Cara Roja (vermutlich Gattung Touit), Picaflor Gigante Marrón (vermutlich neue Gattung), Picaflor con Raquetas Blancas (vermutlich Gattung Thaumastura), Grallaria Negra (Gattung Grallaria), Frutero Rojo (Gattung Piranga), Frutero Corona Roja (Gattung Anisognathus) und Frutero Cabeza Azul (vermutlich Gattung Thraupis) nannte.
Hockings Interesse an den Kryptovögeln begann, als er in der Sekundarschule war. Damals unternahm er in den Ferien im Dezember mit Einheimischen eine Reise entlang des Río Ucayali. Die Gruppe hielt bei einem Ameisenbaum der reife Früchte trug. Mehrere Vögel ernährten sich von ihnen. Ein Mitglied der Gruppe hatte ein Gewehr und erlegten einen Truthahn. Er übergab ihn Hocking, der das Exemplar untersuchte und lange Federn an seinem Kamm feststellte. Der Truthahn wurde verspeist, so dass er keinen Balg mit nach Hause bringen konnte. Jahre später als er am Field Museum of Natural History arbeitete, durchsuchte er die ornithologische Sammlung der Hokkohühner um das Exemplar zu identifizieren, war aber erfolglos. Als er Blake um Hilfe bat, erklärte dieser Hocking, dass so ein Vogel nicht existiere. Auch wenn er den Vogel nie wieder sah, sammelte er von Einheimischen Informationen zu dem mysteriösen Tier, das immer mal wieder beobachtet wurde. Einige Jahre später ging er mit seinem Bruder und seinen Kindern auf eine Expedition am Río Aguaytía mit dem Ziel ein Typusexemplar zu erlegen. Auch wenn das Unternehmen ohne Erfolg blieb, bestätigten Einheimische, dass man den Vogel von Zeit zu Zeit antreffen könne. Aufgrund seines geringen Fleischanteils war er aber bei diesen als Nahrungsquelle nicht sehr beliebt. Hocking glaubte, dass sich sein Verbreitungsgebiet ausschließlich auf den Río Aguaytía und seine Nebenflüsse erstreckt. Jon Fjeldså und Niels Krabbe berichteten 1990 über eine eventuell eine neue Art der Gattung Taphrospilus aus der Nähen von Abancay die Hocking dort angeblich gesehen haben will.

## Erstbeschreibungen von Peter Hocking
Hocking hat zusammen mit anderen Autoren einige Arten, die neu für die Wissenschaft waren, beschrieben:
- Goldrücken-Bergtangare (Cnemathraupis aureodorsalis (Blake & Hocking, 1974))
- Zimtbrauen-Finkentangare (Poospiza rufosuperciliaris (Blake & Hocking, 1974))
- Wellenbrustsittich (Pyrrhura peruviana Hocking, Blake & Joseph 2002)
- Apurimac Waldrennnatter (Drymoluber apurimacensis Lehr,  Carrillo & Hocking, 2004)

## Dedikationsnamen
2006 widmete ihm Thomas Arndt die neue Papageienart des Hockings Sittichs (Psittacara hockingi), die heute als Synonym des Rotmaskensittichs (Psittacara mitratus) gilt. 2012 benannten Jon Fjeldså, Jan Baiker, Gunnar Engblom, Irma Franke, David Geale, Niels Krabbe, Daniel Franklin Lane, Miguel Lezama, Fabrice Schmitt, Robert Stansell Roslin Williams, Joaquín Ugarte-Núñez, Virgilio Yábar und Ramiro Yábar die Andenkreischeule-Unterart (Megascops koepckeae hockingi) zu seinen Ehren. Antonio Wenceslao Salas Jaramillo und Ulrich Sinsch bedachten ihn bereits 1996 in der Anden-Pfeiffrosch-Art Telnatobius hockingi. Gerado Lamas benannte 1981 die Weißlinge-Unterart Eurema nigrocincta hockingi nach ihm. Schließlich und endlich ehrte in Mabel Alvarado im Jahr 2014 in der Schlupfwespen-Art Alophophion pedroi.

## Publikationen (Auswahl)
- mit Emmet Reid Blake: Two New Species of Tanager From Peru. In: The Wilson Bulletin. Band 86, Nr. 4, 1974, S. 321–324 (englisch, unm.edu [PDF; 296 kB]).
- Large Peruvian mammals unknown to zoology. In: Cryptozoology. Band 11, 1992, S. 38–50 (englisch).
- Further investigations into unknown Peruvian mammals. In: Cryptozoology. Band 12, 1993, S. 50–57 (englisch, 1993-1996).
- mit Víctor Pacheco, Sergio Solari, Elena Vivar: La riqueza Biológica del Parque Nacional Yanachaga Chemillen. In: Magistri et Doctores. Nr. 7, 1994, S. 561–566 (englisch, edu.pe [PDF]).
- mit Edgar Lehr, Nelly Carrillo: New species of Drymoluber (Reptilia: Squamata: Colubridae) from Southeastern Peru. In: Copeia. Band 1, 2004, S. 46–52, doi:10.1643/CI-02-248R1 (englisch).
- mit Víctor Pacheco: Notably range extension of Sturnira aratathomasi Peterson and Tamsitt 1969 in Perú. In: Acta Chiropterologica. Band 8, Nr. 2, 2006, S. 561–566, doi:10.3161/1733-5329(2006)8[561:NREOSA]2.0.CO;2 (englisch).
- mit Darren Naish, Manabu Sakamoto, Gustavo Sanchez: ‘Mystery big cats’ in the Peruvian Amazon: morphometrics solve a cryptozoological mystery. In: PeerJ. 2:e291, 2014, doi:10.7717/peerj.291 (englisch).
- Criptoaves del Perú. In: Boletín de la Unión de Ornitólogos del Perú (UNOP). Band 9, Nr. 3, 2014, S. 5–15 (spanisch, weebly.com [PDF]).